# 1954年の日本の女性史
1954年の日本の女性史（1954ねんのにほんのじょせいし）は、1954年（昭和29年）の日本における女性に関するできごとを時系列的に挙げる。参考文献は日本の女性史年表を参照のこと。
本項目は歴史研究としての女性史ではなく、日本における女性に関するできごとをある体系に基づいて述べようとするものではない。

## 1～3月
- 1月15日 憲法擁護国民連合結成大会、東京で。婦人団体連合、日本子供を守る会も含めた136団体が参加。
- 1月15日 付添婦・学校給食従事者に健康保険制度実施。
- 1月22日-23日 第3回全国婦人教員研究協議会（日教組婦人部）、約3000人参加、静岡市で。「家庭と職場をどうして両立させるか」「子供の人権を守る」の2分科会。「母と女教師の会」推進を決議。母親と女教師の協力関係・組織化を目指す。
- 1月26日 宮崎県の芸能斡旋所新設問題、地元婦人団体の反対で計画中止。
- 1月27日 百貨店松坂屋、女子従業員の定年を50歳から55歳に延長。
- 1月- 大阪市、全国初の母子福祉推進委員制度つくる、母子相談員170人と協力。
- 2月8日 売春禁止法期成全国婦人大会開催、全国23婦人団体代表約400人参加。
- 2月1日 マリリン・モンロー、新婚のジョー・ディマジオと共に来日。モンローばかりに注目が集まり、これが2人の間の亀裂の始まりともいわれる。グラマーガールのブームおこる。
- 3月8日 国際婦人デー中央集会、戦争反対と平和憲法擁護を決議 、1000人参加 。
- 3月8日-4月16日 第1回婦人月間、スローガン「すべての婦人は戦争に反対し、平和憲法を守りましょう」、総評婦人協議会など。
- 3月26日 クラブ化粧品労働組合、組合幹部不当解雇撤回・生理休暇ほか7項目の職場要求提出。組合長・書記長退職、92人解雇で妥結。
- 3月31日 母子福祉資金に支度資金制度が新設、孤児も貸付対象に。
- 4月1日 婦人少年室協助員880人任命、地方婦人少年室の仕事に協力することを目的。
- 4月6日 主婦連・日本婦人有権者同盟・地婦連等、原爆対策について連合の打合わせ会。

3月1日 ビキニ環礁での米国による水爆実験で漁船第五福竜丸が被爆、死亡者が出たこと等から原水爆への不安が高まり、更に、放射線を浴びた可能性のあるマグロが大量に廃棄されたことから、魚肉・飲料水・野菜等の放射能汚染も疑われ、原水爆問題が身近な生活にも危機感を与えた。
国連・各国婦人団体・ローマ教皇などに原水爆実験反対の決議文を送った。

## 4～6月
- 4月18日 産児制限の提唱者マーガレット・サンガー、衆議院厚生委員会で「人口問題の解決に受胎調節を」と陳述。日本家族計画連盟創立。
- 4月19日 婦人発明家協会発足、200人参加。
- 4月28日 全鉱主婦協議会結成、未組織の主婦の組織化・日常活動の推進など目標。
- 4月 国鉄大崎被服工場内に保育所設立、国鉄労働組合支部経営。
- 5月9日 原水爆禁止杉並協議会結成、主婦達による原水爆反対の署名運動開始。

第五福竜丸の被爆・原爆マグロ問題以来、原水爆禁止要求が国民の間に盛り上がったが、4月には既に関東各地の主婦会・婦人会が原水爆禁止決議を出すなど、この運動における主婦等婦人の活動は目覚ましく、署名運動開始以来1箇月で27万人の署名を集めた。
署名運動は全国に波及し、8月8日 全国協議会結成。翌1955年3月には、署名数2,200万を突破した。
- 5月10日 売春等処罰法案、婦人議員が中心となり議員立法として衆議院に提出、第19国会で。12月14日 第21国会で。いずれも廃案に。
- 5月24日 テニスのウィンブルドン選手権大会に加茂幸子が出場、日本女子で初。
- 5月31日 日教組11回大会で産休法法制化運動を決定 。
- 6月3日 近江絹糸（現・オーミケンシ）紡績労働組合、要求書を提出。「人権スト」（近江絹糸争議）始まる。

　要求内容は、仏教の強制反対・結婚の自由を認めよ・別居生活強制反対・外出の自由を認めよ・信書の開封や私物検査反対・工場長に強制して行わせる月例首切反対、など封建的な労務管理の撤廃を求めたもので、「人権スト」と呼ばれ全国的にも注目を集めた。
　近江絹糸紡績株式会社は1917年に創立、戦時中は軍需工場に転換、「女ばかりの飛行機工場」といわれた。敗戦後の会社の復興以後も戦前からの封建的な労務管理をそのまま引継いでおり、共産党支部等を中心に散発的な抵抗運動があったが、運動参加者全員が解雇される等、いずれも失敗に終わった。全国繊維産業労働組合同盟（現・全国繊維化学食品流通サービス一般労働組合同盟｜UIゼンセン同盟）が1949年以降数年間に亘って外部から近江絹糸従業員への組織活動を行い、1954年5月25日、従業員有志が近江絹糸紡績労働組合を結成するに至った。組合は直ちに全国繊維産業労働組合同盟に加盟、会社に要求書を提出、団体交渉を申入れた。会社側は直ちにこれを拒否したが、組合結成の動きは一挙に近江絹糸全体に広がり、2箇月後には全従業員の8割強がこの組合に参加した。
　会社側は頑迷なまでに拒否的姿勢を貫き、組合は無期限ストライキに突入。組合側・会社側ともに、各工場所在地や東京・大阪等の大都市に飛行機まで動員してビラをまくなどの宣伝戦を展開。滋賀県教職員組合が教え子の近江絹糸への就職拒否を声明、全日本海員組合傘下の船舶が近江絹糸の外国向け集荷を拒否、全日通労働組合は近江絹糸の工場への運送を拒否など、従業員の私生活を無視した労務管理の非合理性を訴えたこの争議は全国的に注目を集め、多くの労働組合の支持・支援も集めた。結局、三菱・勧業など近江絹糸の取引銀行頭取や小坂労働大臣等が調停に入り、12月4日、会社重役陣の更迭によりようやく全面妥結をみた。
　この争議については奇妙な説もある。MSA協定による綿花を大手の十大紡績に独占され割当から締め出された近江絹糸は、単独で外国資本と直接に提携することに活路を見出していった。この争議を全面的にバックアップした全国繊維産業労働組合同盟の指導の裏には、このような独自路線をとる近江絹糸への、その労務管理の問題性を利用した、十大紡績資本による攻撃の策謀があるという説である。この説の真偽はどうであれ、この争議は、私生活を無視した封建的な労務管理は"もはや非常識である"ということを常識にし、いまだ非近代的な労働環境で働く未組織の労働者にも自覚と勇気を与えた。
- 6月6日 ストックホルムで開催される世界平和大会に向けて日本婦人平和集会開催、平塚らいてう・野上弥生子など発起人、100人参加。
- 6月8日 全国性病予防自治会（売春業者で構成）総会で、売春防止法断固反対を決議。
- 6月19日 労働基準法改正、放送事業関係婦人の深夜業許可業種拡大。
- 6月28日 ローマでの世界体操選手権大会に日本が初参加、池田敬子が平均台の自由演技で優勝。
- 6月 「働く母の会」発足

東京都世田谷・杉並・文京区等などの公務員・教師などの職業婦人たちが結成。共同保育グループを次々と作り、やがて新設の団地で保育所設置運動を進めていった。
- 6月 雑誌『婦人公論』6月号、"家"の復活を唱える岸信介とのインタビュー記事掲載。
- 6月 黄変米反対運動、食糧庁へ陳情、婦団連・主婦連等。

## 7～12月
- 7月8日 国会解散要求婦人大演説会、新橋駅前で、婦団連主催、1000人参加。
- 7月12日 総評第5回大会で平塚らいてう来賓挨拶、婦人の平和の願いと労働戦線の統一を訴える。
- 7月13日 第１回主婦の商品学校「上手な買物展」開催、大阪で。

JISマーク普及運動を機に関西主婦連分裂
- 7月14日 赤坂母の会、不良雑誌を焼く。
- 8月1日 県立高知女子大学臨時学生大会。国立移管・短大格下げ絶対反対を決議。10月5日 試験ボイコットを決議。10月6日 市内デモ、10月11日 高知県知事、計画中止を声明。
- 8月 米富豪ロックフェラー夫妻離婚、夫人に550万ドル（当時の198億円）の慰謝料。
- 10月26日 築地魚屋原爆実験反対大会、原爆まぐろ問題で。
- 10月26日 東京証券取引所ストライキ、賃上げ等要求、女子従業員ピケに参加。
- 11月1日 東京神田橋職安が女子専門、飯田橋職安が男子専門となる。
- 11月13日 家族制度復活反対連絡協議会結成大会、婦人団体・労組婦人部など35団体2000人参加。
- 11月13日 日鋼室蘭主婦協議会結成大会

炭鉱など従業員の大半が社宅で生活する企業での争議の場合、家族ぐるみの争議となることが多かったが、日鋼室蘭争議も同様で、主婦を中心とする家族が「主婦協議会」を結成して争議を下から支えた。
- 11月19日 日本初の世界女子プロレス大会、蔵前国技館で。
- 11月24日 ブライアント夫人、原水爆反対のアメリカ人1万人の署名をもって来日。
- 11月24日 中宮寺門跡一条尊昭尼、大学生と恋愛・失踪、後に還俗。
- 12月3日 労働省婦人少年局、神奈川県に"働く婦人の家"として勤労婦人会館開設。12月25日 福岡県働く婦人の家開館
- 12月16日 婦人科学者の初のグループ「輝線会」第1回懇談会。
- 12月29日 主婦連、世田谷区内で10円牛乳販売開始。以後、都内に拡大。
- 12月 - 高等学校教育課程改訂により「女子については家庭科は4単位を履修させることが望ましい」となる。

## この年
- 映画『ローマの休日』ヒット、ヘップバーン・カット大流行。
- 映画『二十四の瞳』公開、木下惠介監督
- 雑誌『暮しの手帖』、日用品テストを開始
- 電気洗濯機急速に普及。電気洗濯機・電気冷蔵庫・電気掃除機の"3種の神器"の呼び名登場、缶ジュース登場、プロパンガスも全国発売。
- 労働省婦人少年局、山形・鹿児島両県の「売春婦親元調査」、転落する直前に失業していた者47％、両親のいる者47％、片親33％、両親のいない者9％
- 大丸百貨店でパートタイマー制度始まる。
- 東京・神田橋の女子職業安定所で初めてパートタイマーの登録制度（50人）が設けられる。